# Уэбер, Эми
Эми Мари Уэбер (англ. Amy Marie Weber; род. 2 июля 1970, Пеория, Иллинойс) — американская актриса, фотомодель, продюсер, а также бывший рестлер и валет.

## Биография

### Актёрская карьера
Родилась 2 июля 1970 года в Пеории, штат Иллинойс. За годы своей карьеры она исполнила множество ролей на телевидении, появившись в таких телесериалах как C.S.I.: Место преступления, «SOSатели Малибу», «Энди Рихтер, властелин вселенной», Спасённые звонком, Мелроуз-Плейс, «Полицейские на велосипедах», Молодые и дерзкие, «Дженни», «Школа США» и «Городские парни». Она также сыграла главную роль в музыкальном клипе кантри-исполнителя Тоби Кита на песню «Whiskey Girl». 31 декабря 2004 года, Уэбер появилась в прямом эфире вечернего шоу с Джеем Лено, в рамках новогоднего скетча при участии Тома Грина. Грин объездил весь Нью-Йорк в поисках той, кто поцеловал бы его в полночь, что, в результате, и сделала Уэбер. На большом экране она появилась в главных ролях в фильмах «Scarlet Mirror», «The Bet, Dr. Life», «Art House», Колобос, «The Contract», «Starforce», «Crackerjack III», «Becoming Pony Boi», «The Pumpkin Karver» и «Трансморферы». Она также исполнила главную роль в фильме «Diablita» и роли второго плана в фильмах Приключения Джо Грязнули и «Непревзойденный Гарольд». В фильме «Перекресток», помимо исполнения главной роли, она также занимала должность исполнительного продюсера. В картине «The Pumpkin Karver», Уэбер была помощницей продюсера.
В настоящее время, Уэбер является директором знаменитой брокерской компании «The Agency», занимающейся жилой недвижимостью. За восемь лет своей работы, доход Уэбер составляет более 500 000 000 долларов.

### Рестлинг
В 2004 году Уэбер стала участницей конкурса талантов WWE Поиск Див, где заняла четвёртое место. Несмотря на вылет, она подписала контракт с компанией, начав свою работу на бренде SmackDown! в том же году. Уэбер дебютировала как отрицательный персонаж, в роли имидж-консультанта Джона «Брэдшоу» Лэйфилда в рамках группировки «The Cabinet». Во время своего пребывания в WWE, Уэбер враждовала с Джой Джиованни, победив её «по отсчету» в своем единственном матче. Она уволилась из WWE по собственному желанию в феврале 2005 года, обвинив нескольких рестлеров в сексуальных домогательствах. Позже, она заявила, что её «не устраивала зарплата» и обстановка, похожая на «студенческое братство». В рамках сюжета, её уход объяснялся следующим: JBL, уволил её за то, что Уэбер выпустила в него «усыпляющий дротик», пока Брэдшоу играл с надувным динозавром. Изначально, дротик предназначался для Биг Шоу — противника Лэйфилда на шоу No Way Out.
В апреле 2020 года Уэбер рассказала, что её уходу из WWE поспособствовали издевательства со стороны Эджа и Рэнди Ортона.

«Итак, когда я добралась до Аляски, Шейн Макмэн был там, я собрала свою сумку и поняла, что с меня достаточно. Я просто чувствовала, что не могу находиться в среде, где меня не уважают. У них были свои причины, но я не думаю, что прием двух таблеток ибупрофена — это повод для того, чтобы кто-то оскорбил вас, причинил вам физический вред, а затем, выплеснул напиток вам в лицо. Вот в чём дело.»

## Личная жизнь
17 мая 2008 года Эми вышла замуж за Дэвида Джинджера. 28 мая 2009 года у них родились близнецы — сын Леви и дочь Мэдисон Грейс.

## Фильмография
| Год       |   | Русское название                 | Оригинальное название              | Роль                        |
| --------- | - | -------------------------------- | ---------------------------------- | --------------------------- |
| 1992      | ф | Опасная соблазнительница         | Dangerous Seductress               | злая королева               |
| 1992      | с | Спасённые звонком                | Saved by the Bell                  | Хлое                        |
| 1995      | ф | Запретные игры                   | Forbidden Games                    | Шона                        |
| 1995—1996 | с | Шелковые сети                    | Silk Stalkings                     | Ребекка Уортон/Шилли Хантер |
| 1996      | с | Мелроуз Плэйс                    | Melrose Place                      | домохозяйка                 |
| 1997      | с | Дженни                           | Jenny                              | женщина                     |
| 1998      | ф | Порнофильм                       | Art House                          | Фэйт                        |
| 1998      | с | Частный детектив Майк Хаммер     | Mike Hammer, Private Eye           | Сильвия                     |
| 1998      | с |                                  | USA High                           | Мэгги                       |
| 1998      | с | Полицейские на велосипедах       | Pacific Blue                       | Никки                       |
| 1998      | с | Седьмое небо                     | 7th Heaven                         | Дженни                      |
| 1999      | с | Жара в Лос Анджелесе             | L.A. Heat                          | Джулия                      |
| 1999      | с | ФАКультет                        | Undressed                          | девушка                     |
| 1999      | с | Городские парни                  | City Guys                          | Ариана                      |
| 1999      | ф | Колобос                          | Kolobos                            | Кайра                       |
| 1999      | с | Порт Чарльз                      | Port Charles                       | девушка                     |
| 2000      | ф | Космический спецназ              | Starforce                          | Далия Роджик                |
| 2000      | ф | Прощайся с завтра                | Kiss Tomorrow Goodbye              | женщина                     |
| 2000      | ф | Психопат Джек 3                  | Crackerjack 3                      | Келли Джонс                 |
| 2001      | с | Шина                             | Sheena                             | Руби                        |
| 2001      | с |                                  | Getaway                            | гостья                      |
| 2001      | ф | Приключения Джо Грязнули         | Joe Dirt                           | брюнетка                    |
| 2001      | с | 18 колес правосудия              | 18 Wheels of Justice               | спецагент Эбигейл Роуз      |
| 2001      | с | C.S.I.: Место преступления       | CSI: Crime Scene Investigation     | официантка                  |
| 2002      | ф | Контракт                         | The Contract                       | Джессика Грей               |
| 2002      | с | Сын пляжа                        | Son of the Beach                   | Порселин Биде               |
| 2002      | с | Энди Рихтер, властелин вселенной | Andy Richter Controls the Universe | подруга Энди                |
| 2003      | ф | Поли Шор мёртв                   | Pauly Shore Is Dead                | подруга Зое                 |
| 2005      | ф | Портрет Ивы                      | Portrait of Eve                    | Ива Рот                     |
| 2006      | ф |                                  | Unbeatable Harold                  | официантка                  |
| 2006      | ф | Тыкворез                         | The Pumpkin Karver                 | Линн Старкс                 |
| 2007      | ф | Дьяволица                        | Diablita                           | дьяволица                   |
| 2007      | в | Трансморферы                     | Transmorphers                      | Карина Надир                |
| 2007      | ф |                                  | Nu Wrestling Evolution             | рестлер                     |
| 2009      | ф |                                  | Becoming Pony Boi                  | Эми                         |
| 2012      | ф |                                  | Crossroad                          | Рита                        |
| 2013      | ф |                                  | Playdate                           | мама                        |
| 2014      | ф |                                  | Steps of Faith                     | Элизабет Мейерс             |